# سد جورون مارینالا
سد جورون مارینالا (به اسپانیایی: Jurún Marinalá Dam) یک سد در گواتمالا است که در Finca El Salto (Escuintla) واقع شده است.